# فيرونيكا دريسكول
فيرونيكا دريسكول (بالإنجليزية: Veronica Driscoll)‏ هي ممرضة أمريكية، ولدت في 24 أبريل 1926 في بروكلين في الولايات المتحدة، وتوفيت في 30 يناير 1994 في Loudonville, New York ‏ في الولايات المتحدة.